# 林敏夫
林 敏夫（はやし としお、1915年5月14日 - 1945年8月13日）は、日本の俳優、歌舞伎役者である。本名同じ。第二次世界大戦で戦死した。

## 人物・来歴
1915年（大正4年）5月14日、大阪府大阪市南区玉屋町（現在の同府同市中央区東心斎橋付近）に生まれる。祖父が初代中村鴈治郎、父が二代目林又一郎、叔父が二代目中村鴈治郎という歌舞伎一家に生まれた。
1921年（大正10年）、数え年7歳にして大阪・中座で初舞台を踏む。作品は『菅原伝授手習鑑』四段目『寺小屋』、菅丞相の子「菅秀才」役であった。以来、鴈治郎一座で歌舞伎役者として活動する。役者としての活動の傍ら、旧制・浪速中学校（現在の浪速高等学校）に進学、同校を卒業したのち、満18歳を迎える1933年（昭和8年）、京都の松竹下加茂撮影所に入社する。同年11月1日に公開された冬島泰三監督のサウンド版『初陣』で映画界にデビューした。同作は、白虎隊を主題にし、「新スター林敏夫」をプロモーションする意図のあった作品で、同社は林長二郎（のちの長谷川一夫）、坂東好太郎、高田浩吉といったスターをそろえて、敏夫の「初陣」を飾った。翌1934年（昭和9年）3月8日に公開された同監督の『夜襲本能寺』に、林長二郎演じる明智光秀に助演して、森蘭丸を演じた。
1937年（昭和12年）10月1日に公開された秋山耕作監督の『蒙古襲来 敵国降伏』を最後に映画界を去り、舞台に復帰した。満26歳になる1941年（昭和16年）、同年に松竹下加茂撮影所を退社した、同い年の女優の北見礼子（1915年 - 2007年）と結婚、1942年（昭和17年）2月14日には、長男の与一が誕生した。
1944年（昭和19年）、召集を受けて出征、1945年（昭和20年）8月13日、北満州（現在のロシア・沿海地方あたり）で戦死した。満30歳没。戦死の2日後に第二次世界大戦は終結し、妻の北見礼子は戦後、映画界に復帰、長男の与一は1957年（昭和32年）に初舞台を踏んだ。

## フィルモグラフィ
特筆以外すべてクレジットは「出演」である。公開日の右側には役名、および東京国立近代美術館フィルムセンター（NFC）、マツダ映画社所蔵等の上映用プリントの現存状況についても記す。同センター等に所蔵されていないものは、とくに1940年代以前の作品についてはほぼ現存しないフィルムである。

### 松竹下加茂撮影所
特筆以外すべて製作は「松竹下加茂撮影所」、配給は「松竹キネマ」、特筆以外はトーキーである。
- 『初陣』 : 監督冬島泰三、サウンド版、1933年11月1日公開 - 主演[1]
- 『夜襲本能寺』 : 監督冬島泰三、サウンド版、1934年3月8日公開 - 森蘭丸[1]
- 『明暦名剣士』 : 監督井上金太郎、サイレント映画、1934年4月15日公開
- 『槍さび恋慕』 : 監督二川文太郎、サイレント映画、1934年6月14日公開
- 『林蔵出世旅』 : 監督二川文太郎、サイレント映画、1934年9月6日公開
- 『侠客曾我』 : 監督井上金太郎、1934年12月31日公開 - 旭屋丸三（初のトーキー出演）
- 『浪人旅殺生菩薩』 : 監督近藤勝彦、サウンド版、1935年5月2日公開
- 『かごや判官』 : 監督冬島泰三、製作松竹京都撮影所、配給松竹キネマ、1935年7月14日公開 - 彦兵衛伜 彦三郎、63分尺で現存（NFC所蔵[5]）
- 『お嬢お吉』 : 監督高島達之助・溝口健二、製作第一映画、配給松竹キネマ、1935年8月29日公開 - 半次郎（特別出演）、64分尺で現存（NFC所蔵[5]）
- 『殿さまやくざ』（『殿様やくざ』[6]） : 監督古野英治、解説版、1936年8月21日公開
- 『二代目弥次喜多』 : 監督大曾根辰夫、1937年1月21日公開
- 『元禄快挙余譚 土屋主税 落花の巻』（『玩辞楼十二曲の内 元禄快擧余譚 土屋主税 落花篇』） : 監督犬塚稔、1937年7月14日公開 - 大石主税、52分尺で現存（NFC所蔵[5]）
- 『元禄快挙余譚 土屋主税 雪解篇』（『玩辞楼十二曲の内 元禄快擧余譚 土屋主税 雪解篇』） : 監督犬塚稔、1937年8月14日公開 - 大石主税、60分尺で現存（NFC所蔵[5]）
- 『蒙古襲来 敵国降伏』 : 監督秋山耕作、1937年10月1日公開 - 北條為時

## 家族
- 妻 : 北見礼子
  - 長男 : 林与一
- 祖父 : 初代中村鴈治郎
  - 父 : 二代目林又一郎
  - 叔父 : 二代目中村鴈治郎
    - 従弟 : 四代目坂田藤十郎（藤十郎の妻は元政治家の扇千景）
    - 従妹 : 中村玉緒（玉緒の夫は勝新太郎）

  - 叔母 : 中村芳子
  - 叔母 : 中村繁 - 義叔父 : 長谷川一夫